# ذباب العث المتناوب
ذباب العث المتناوب (الاسم العلمي: Psychoda alternata) هو نوع من الحشرات يتبع جنس فراشي المظهر من فصيلة فراشيات المظهر.